# Volkswagen Jetta VI
Para una vista general de todas las generaciones. Véase Volkswagen Jetta
El Volkswagen Jetta VI, fue la sexta generación producida del mencionado modelo de la casa alemana Volkswagen. Fue presentado en el año 2010 y su producción se extendió hasta el año 2019 donde fue remplazado por lanzamiento de su sucesor jetta VII . Se trató de un modelo completamente reformulado con relación a sus predecesores, ya que se trató del primer Jetta desarrollado de cero, sin relación alguna con el Volkswagen Golf del cual siempre fueron derivadas sus anteriores generaciones. A su vez, está posicionado en un segmento intermedio entre el Golf (C) y el Passat (D). Por otra parte, debido a que en mercados como el argentino o el uruguayo la generación anterior fue ofrecida como Volkswagen Vento, el Jetta VI es presentado en dichos mercados como la segunda generación de Vento.

## Sexta generación (2011-2018)

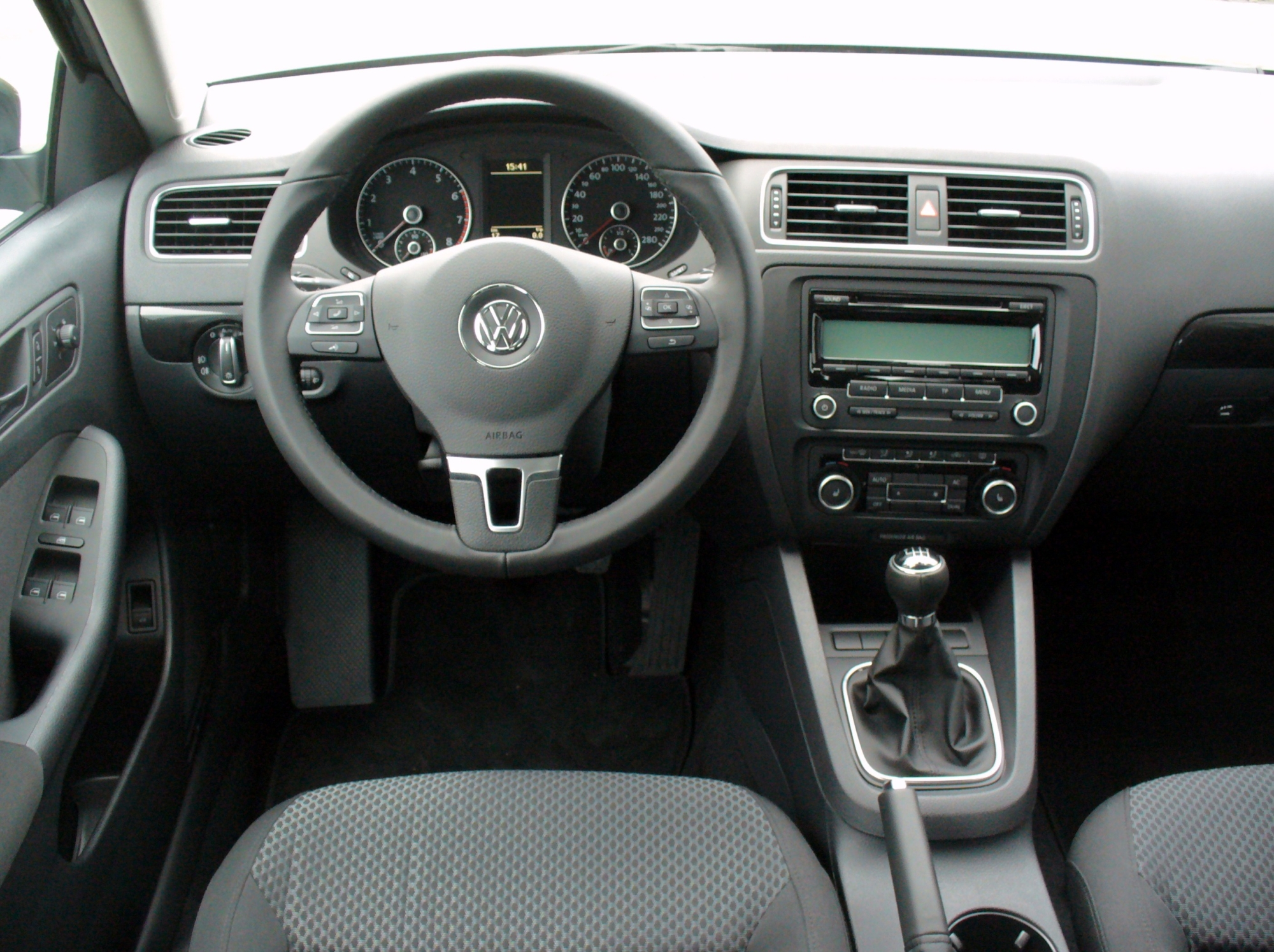
Jetta VI interior.

En esta generación el Volkswagen Jetta ya no es un coche enteramente derivado del Volkswagen Golf, con el que ya no comparte ninguna pieza en su carrocería (a diferencia de las cinco generaciones anteriores, que era la versión de tres volúmenes del Golf), sino que se coloca a medio camino entre el Golf y el Passat, siendo una alternativa de sedan compacto. En el caso de los mercados del cono sur americano, mantiene su nombre "Volkswagen Vento" al igual que la generación anterior.
Ahora mide 4,64 metros de longitud. Esta nueva generación es solamente 13 cm más corto que el Volkswagen Passat, pues ha crecido 9 cm. Al tener una distancia entre ejes mayor (batalla), es más espacioso que el anterior Jetta. Se mantiene la planta de Volkswagen de México como el centro de producción de esta nueva generación, aunque en breve comenzará también en la República Popular China.

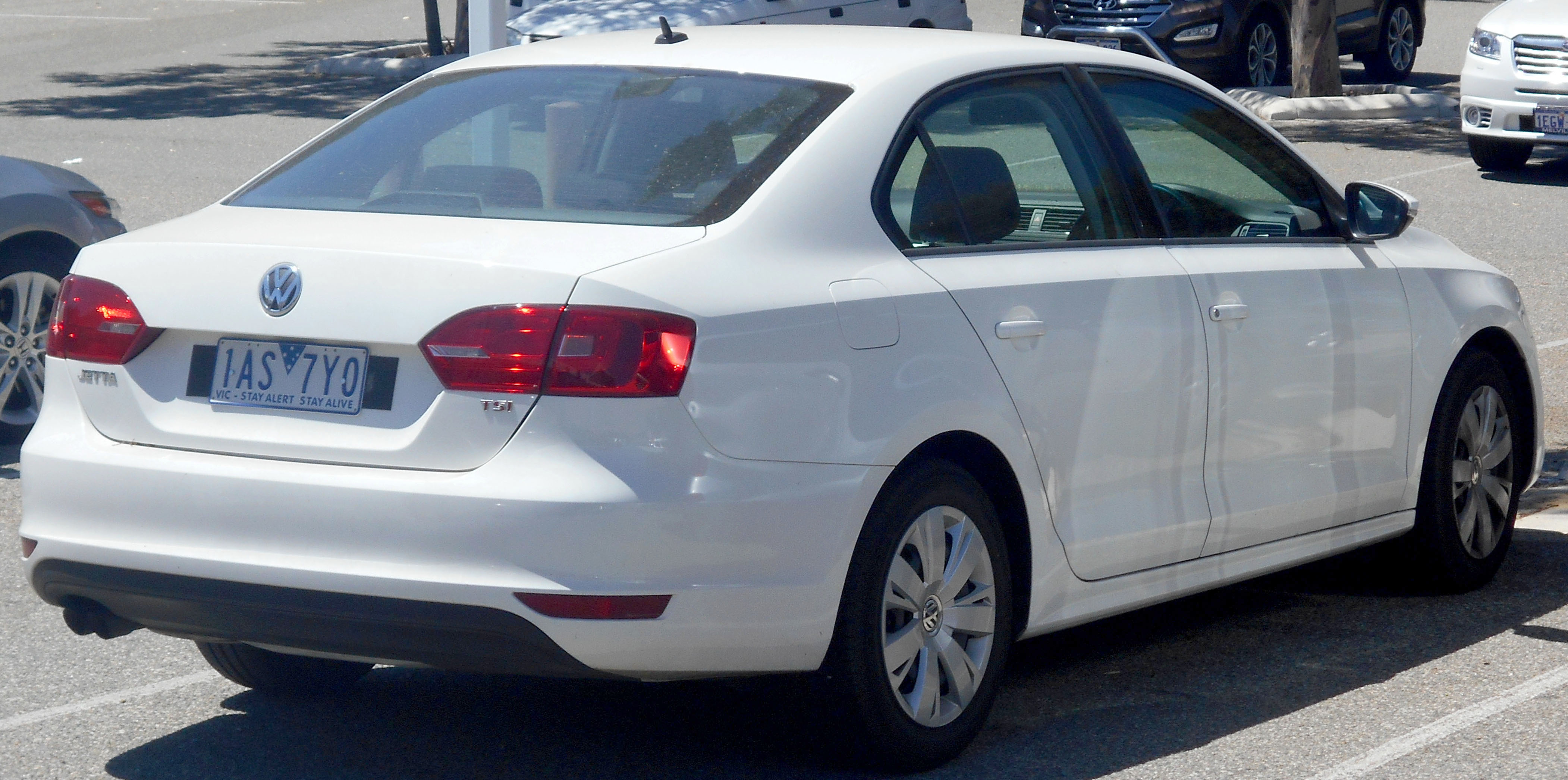
Jetta VI vista trasera.

En julio de 2010 se dio a conocer en México esta nueva generación como una edición especial con motivo del Bicentenario de la Independencia de México (Volkswagen Jetta Edición Especial Bicentenario). Este modelo reemplazó al Bora A5, mientras que se conserva en producción el Jetta A4 aunque ahora modifica su nombre a partir del año/modelo 2011 al de "Volkswagen Clásico" (para el mercado mexicano). A finales de 2011, llegaron al mercado mexicano las versiones "Jetta Style", Jetta Active", "Jetta Sport" y "Jetta TDI", además de haber comenzado su producción para el resto del mundo.
La variante TDI para el mercado mexicano es comercializada con un motor 2.0 L TDI con 140 CV y una caja DSG de 6 velocidades, esto para impulsar el mercado de los vehículos a diésel en el país.
Como modelo 2012 se lanzó la nueva generación del "Volkswagen Jetta GLI", que al igual que el Bora GLI de quinta generación trae el motor 2.0 L Turbo TSI con 200 CV. Para algunos mercados latinoamericanos como el argentino las variantes más equipadas ya están disponibles con esta motorización, dejando el motor 5 cil. 2.5 L 20V y 170 CV disponible para las versiones de entrada. En julio de 2017 el modelo se deja de vender en Europa debido a las pocas unidades vendidas, ya que compite muy directamente con el VW Passat que tiene más aceptación al ser un segmento, por el contrario en América y Asia es un producto muy vendido que tiene muy buena aceptación,convirtiéndolo en unos de los Jetta mas vendidos  de la historia.

### Motorizaciones
| Periodo                        | 2010-2014                        | 2014-2017                        | 2011-2014                                         | 2010-2014                                         | 2014-2017                                         | 2014-2017                                         | 2010-2017                                         | 2010-2013                                         | 2013-2014                                         | 2010-2017                                         |           |           |           |           |           |
| Tipo de motor                  | L4 16v, inyección directa, turbo | L4 16v, inyección directa, turbo | L4 16v, inyección directa, turbo                  | L4 16v, inyección directa, turbo, compresor       | L4 16v, inyección directa, turbo                  | L4 16v, inyección directa, turbo                  | L4 8v                                             | L4 16v, inyección directa, turbo                  | L4 16v, inyección directa, turbo                  | L5 20v                                            |           |           |           |           |           |
| Diámetro x carrera             | 71 mm x 75,6 mm                  | 71 mm x 75,6 mm                  | 76,5 mm x 75,6 mm                                 | 76,5 mm x 75,6 mm                                 | 74,5 mm x 80 mm                                   | 74,5 mm x 80 mm                                   | 82,5 mm x 92,8 mm                                 | 82,5 mm x 92,8 mm                                 | 82,5 mm x 92,8 mm                                 | 82,5 mm x 92,8 mm                                 |           |           |           |           |           |
| Cilindrada                     | 1197 cm³                         | 1197 cm³                         | 1390 cm³                                          | 1390 cm³                                          | 1395 cm³                                          | 1395 cm³                                          | 1984 cm³                                          | 1984 cm³                                          | 1984 cm³                                          | 2480 cm³                                          |           |           |           |           |           |
| Relación de compresión         | 10:1                             | 10,5:1                           | 10:1                                              | 10:1                                              | 10,5:1                                            | 10,5:1                                            | 10,3:1                                            | 9,8:1                                             | 9,6:1                                             | 10,5: 1                                           |           |           |           |           |           |
| Potencia máxima: CV (kW) @ rpm | 105 CV (77 kW) @ 5000            | 105 CV (77 kW) @ 4500-5500       | 122 CV (90 kW) @ 5000                             | 160 CV (118 kW) @ 5800                            | 125 CV (92 kW) @ 5000-6000                        | 150 CV (110 kW) @ 5000-6000                       | 116 CV (83 kW) @ 5200                             | 200 CV (147 kW) @ 5100-6000                       | 211 CV (155 kW) @ 5300-6200                       | 170 CV (125 kW) @ 5700                            |           |           |           |           |           |
| Par máximo: Nm @ rpm           | 175 Nm @ 1550-4100               | 175 Nm @ 1400-4000               | 200 Nm @ 1500-4000                                | 240 Nm @ 1500-4500                                | 200 Nm @ 1400-4000                                | 250 Nm @ 1500-3500                                | 175 Nm @ 3200                                     | 280 Nm @ 1700-5000                                | 280 Nm @ 1700-5200                                | 240 Nm @ 4250                                     |           |           |           |           |           |
| Tracción                       | Delantera                        | Delantera                        | Delantera                                         | Delantera                                         | Delantera                                         | Delantera                                         | Delantera                                         | Delantera                                         | Delantera                                         | Delantera                                         | Delantera | Delantera | Delantera | Delantera | Delantera |
| Transmisión                    | Manual, 6 velocidades            | Manual, 6 velocidades            | Manual, 6 velocidades / Automática, 7 velocidades | Manual, 6 velocidades / Automática, 7 velocidades | Manual, 6 velocidades / Automática, 7 velocidades | Manual, 6 velocidades / Automática, 7 velocidades | Manual, 5 velocidades / Automática, 6 velocidades | Manual, 6 velocidades / Automática, 6 velocidades | Manual, 6 velocidades / Automática, 6 velocidades | Manual, 5 velocidades / Automática, 6 velocidades |           |           |           |           |           |
| Peso                           | 1302-1305 kg                     | 1309 kg                          | 1345-1365 kg                                      | 1360-1380 kg                                      | 1341-1362 kg                                      | 1347-1364 kg                                      | 1272 kg                                           | 1430-1450 kg                                      | 1436-1453 kg                                      | 1381 kg                                           |           |           |           |           |           |
| Aceleración (0-100 Km/h)       | 10,9 s                           | 10,7 s                           | 9,8 s                                             | 8,6 s                                             | 9,6 s                                             | 8,6 s                                             | 10,0-11,5 s                                       | 7,5 s                                             | 7,2 s                                             | 8,5 s                                             |           |           |           |           |           |
| Velocidad máxima               | 190 Km/h                         | 194 Km/h                         | 202 Km/h                                          | 221 Km/h                                          | 206 Km/h                                          | 220 Km/h                                          | 195 Km/h                                          | 236-238 Km/h                                      | 241-243 Km/h                                      | 204 Km/h                                          |           |           |           |           |           |
| Consumo combinado (L/100 Km/h) | 5,3-5,7                          | 5,1                              | 6-6,2                                             | 6-6,3                                             | 5,2-5,4                                           | 5,1-5,3                                           | 10,2                                              | 7,2-7,7                                           | 7,1-7,6                                           | 10,2                                              |           |           |           |           |           |

| Periodo                        | 2010-2014                                                                  | 2014-presente                                                              | 2010-2014                                                                  | 2014-2017                                                                  |           |           |           |           |           |           |           |           |           |           |           |           |           |           |           |           |
| Tipo de motor                  | L4 16v, inyección directa, common-rail, turbo, DPF (Filtro antipartículas) | L4 16v, inyección directa, common-rail, turbo, DPF (Filtro antipartículas) | L4 16v, inyección directa, common-rail, turbo, DPF (Filtro antipartículas) | L4 16v, inyección directa, common-rail, turbo, DPF (Filtro antipartículas) |           |           |           |           |           |           |           |           |           |           |           |           |           |           |           |           |
| Diámetro x carrera             | 78,5 mm x 80,5 mm                                                          | 81 mm x 95,5 mm                                                            | 81 mm x 95,5 mm                                                            | 81 mm x 95,5 mm                                                            |           |           |           |           |           |           |           |           |           |           |           |           |           |           |           |           |
| Cilindrada                     | 1598 cm³                                                                   | 1968 cm³                                                                   | 1968 cm³                                                                   | 1968 cm³                                                                   |           |           |           |           |           |           |           |           |           |           |           |           |           |           |           |           |
| Relación de compresión         | 16,5:1                                                                     | 16,5:1                                                                     | 16,5:1                                                                     | 16,2:1                                                                     |           |           |           |           |           |           |           |           |           |           |           |           |           |           |           |           |
| Potencia máxima: CV (kW) @ rpm | 105 CV (77 kW) @ 4400                                                      | 110 CV (81 kW) @ 3200-4000                                                 | 140 CV (103 kW) @ 4200                                                     | 150 CV (110 kW) @ 3500-4000                                                |           |           |           |           |           |           |           |           |           |           |           |           |           |           |           |           |
| Par máximo: Nm @ rpm           | 250 Nm @ 1500-2500                                                         | 250 Nm @ 1750-3000                                                         | 320 Nm @ 1750-2500                                                         | 340 Nm @ 1750-3000                                                         |           |           |           |           |           |           |           |           |           |           |           |           |           |           |           |           |
| Tracción                       | Delantera                                                                  | Delantera                                                                  | Delantera                                                                  | Delantera                                                                  | Delantera | Delantera | Delantera | Delantera | Delantera | Delantera | Delantera | Delantera | Delantera | Delantera | Delantera | Delantera | Delantera | Delantera | Delantera | Delantera |
| Transmisión                    | Manual, 5 velocidades / Automática, 7 velocidades                          | Manual, 5 velocidades / Automática, 7 velocidades                          | Manual, 6 velocidades / Automática, 6 velocidades                          | Manual, 6 velocidades / Automática, 6 velocidades                          |           |           |           |           |           |           |           |           |           |           |           |           |           |           |           |           |
| Peso                           | 1392-1415 kg                                                               | 1395-1415 kg                                                               | 1411-1441 kg                                                               | 1425-1448 kg                                                               |           |           |           |           |           |           |           |           |           |           |           |           |           |           |           |           |
| Aceleración 0–100 km/h         | 11,7 s                                                                     | 11 s                                                                       | 9,5 s                                                                      | 8,9 s                                                                      |           |           |           |           |           |           |           |           |           |           |           |           |           |           |           |           |
| Velocidad máxima               | 190 Km/h                                                                   | 197 Km/h                                                                   | 208-210 Km/h                                                               | 218-220 Km/h                                                               |           |           |           |           |           |           |           |           |           |           |           |           |           |           |           |           |
| Consumo combinado (L/100 Km/h) | 4,2-4,7                                                                    | 4-4,2                                                                      | 4,8-5,3                                                                    | 4,2-4,5                                                                    |           |           |           |           |           |           |           |           |           |           |           |           |           |           |           |           |